# Kinku
Kinku is een geslacht van spinnen uit de familie Telemidae.

## Soorten
De volgende soort is bij het geslacht ingedeeld:
- Kinku turumanya Dupérré & Tapia, 2015[2]